# 国民政府军事委员会政治部第三厅暨文化工作委员会旧址
国民政府军事委员会政治部第三厅暨文化工作委员会旧址，又称郭沫若旧居，包括重庆市渝中区七星岗天官府8号、沙坪坝区香蕉园村的全家院子。

## 介绍
1938年4月，国民政府军事委员会政治部第三厅在武汉成立，主管抗战宣传，厅长由郭沫若担任，受时任政治部副部长周恩来直接领导。10月，第三厅随同国民政府迁至重庆。当时第三厅文艺界知名人士齐聚，有“名流内阁”之称。1940年8月，第三厅改组后，郭沫若调任新设立的文化工作委员会主任。1945年3月，文工会因发起《文化界对时局宣言》而被当局勒令解散。第三厅、文工会在郭沫若领导期间，分城区办公地（今天官府8号）、乡间办公地（即全家院子）两处办公，两地也作为郭沫若的居所。
天官府8号建于1930年代，初名“天庐”，原是重庆市市长潘文华内弟的私宅，后成为国民政府军事委员会政治部第三厅暨文化工作委员会的办公处所。1940年7月13日，遭日本飞机炸毁，修复后继续使用。中华人民共和国成立后，成为居民住宅。2015年，渝中区政府对其进行修缮。2021年3月，布展后向公众开放。
全家院子是郭沫若为避日机轰炸，在乡间开设的办公处。2005年9月，建成郭沫若纪念馆并对外开放。
1983年12月1日列為重慶市第一批市級文物保護單位。2000年9月7日列為第一批重慶市文物保護單位。2013年3月5日公佈為第七批全國重點文物保護單位。